# 傅企平
傅企平（1948年—），浙江奉化人，汉族，中华人民共和国政治人物、第十二届全国人民代表大会浙江地区代表。
毕业于浙江省委党校公共管理专业，加入中国共产党。2008年起担任全国人大代表。2013年，被选为全国人大代表。